# 奧本
奧本（英語：Oban，蘇格蘭蓋爾語：
）是位於英國蘇格蘭阿蓋爾-比特地區的一座度假城鎮。根据2020年年中苏格兰人口普查数据，奧本的常住人口约为8140人。在觀光旺季時，奧本會湧入超過24000名遊客。

## 外部連結
- Oban Airport （页面存档备份，存于）
- Oban Webcam （页面存档备份，存于）
- Oban Times （页面存档备份，存于） (local newspaper)
- Oban War and Peace Museum （页面存档备份，存于）
- Royal Air Force Oban
- Anti-submarine indicator loop at Oban （页面存档备份，存于）
- Minefield control tower at Gallanach （页面存档备份，存于）
- ROC Group HQ Connel （页面存档备份，存于）